# Peugeot Typ 24
Der Peugeot Typ 24 ist ein frühes Automodell des französischen Automobilherstellers Peugeot, von dem von 1898 bis 1902 im Werk Audincourt 20 Exemplare produziert wurden.
Die Fahrzeuge besaßen einen Zweizylinder-Viertaktmotor eigener Fertigung, der im Heck liegend angeordnet war und über Kette die Hinterräder antrieb. Der Motor leistete zwischen 10 und 12 PS.
Bei einem Radstand von 138 cm betrug die Fahrzeuglänge 225 cm und die Fahrzeughöhe 190 cm. Die Karosserieform Zweiplätzer bot Platz für zwei Personen, mit Notsitz für drei Personen.